# São João do Caru
São João do Caru é um município brasileiro do estado do Maranhão. Sua população em 2022 era de 12.251 habitantes.

## História
Os primeiros exploradores começaram a chegar no início da década de 60 e eram caçadores que passavam semanas nas proximidades do rio Carú onde hoje é a praia dos festivais e percorriam veredas abertas onde atualmente é a rua Getúlio Vargas, no entanto, não fixaram morada pois ano após ano seguiam o curso rio acima, deixando suas marcas como cabanas abandonadas, limoeiros que nasceram das sementes que os mesmo jogavam fora, inclusive após o início do povoamento, o caminho deixado por eles era chamado de vereda do limão, hoje chamada de rua Getúlio Vargas, ficando no entanto parte da rua conservando esse nome, a rua do Limão.
No dia 17 de julho de 1966, deu-se início ao povoado de São João do Carú, através de seus fundadores: José Leondidas Siqueira e seu irmão Aldenor Leondidas Siqueira, procedentes do povoado Barra do Carú. Chegaram na região para trabalhar em roças e exploração da caça e da pesca. A chegada de outras famílias aconteceu logo no ano seguinte e foram elas, a família do Senhor Faroal Leondidas Siqueira, Raimundo Nonato Siqueira, José Grande, Francisco Leonor, João Calado e também o senhor Caetano.

### Emancipação
Fica criado, pela Lei Nº 6.125, de 10 de novembro de 1994, o município de São João do Caru, com sede no Povoado São João do Caru, a ser desmembrado do município de Bom Jardim, subordinado à Comarca de Bom Jardim.
O município de São João do Caru limita-se ao Norte com o município de Governador Newton Bello; a Leste com o município de Bom Jardim; a Oeste com o município de Centro Novo do Maranhão e ao Sul com o município de Bom Jardim.
Elevado à categoria de município e distrito com a denominação de São João do Caru, pela lei estadual nº 6125, de 10-11-1994, desmembrado de Bom Jardim. Sede no atual distrito de São João do Caru ex-povoado. Constituído do distrito sede. Instalado em 01-01-1997.
Em divisão territorial datada de 15-07-1997, o município é constituído do distrito sede.
Assim permanecendo em divisão territorial datada de 2005.

## Geografia
O município de São João do Carú possui uma extensão territorial de 910,065 quilômetros quadrados, ocupando a 110 posição entre os 217 municípios maranhenses em termos de área.

### Demografia
Segundo dados do Censo Demográfico de 2022, São João do Carú contava com 12.251 habitantes, resultando em uma densidade populacional de aproximadamente 13,46 habitante por quilômetro quadrado. No contexto estadual, o município ocupava a 146 posição em número de habitantes e a 151 em densidade demográfica comparando-se com outros municípios do estado do Maranhão. A estimativa populacional para o ano de 2024 era de 12.421 habitantes.

### Educação
Em 2010, a taxa de escolarização de crianças entre 6 e 14 anos em São João do Carú era de 97 %, colocando o município na 93 colocação entre os 217 do estado. Quanto ao Índice de Desenvolvimento da Educação Básica (IDEB) referente ao ano de 2023, os anos iniciais do ensino fundamental na rede pública apresentaram índice de 5,0 enquanto os anos finais atingiram 4,0.
| Taxa de escolarização de 6 a 14 anos de idade [2010]             | 97 %             |
| IDEB – Anos iniciais do ensino fundamental (Rede pública) [2023] | 5,0              |
| IDEB – Anos finais do ensino fundamental (Rede pública) [2023]   | 4,0              |
| Matrículas no ensino fundamental [2023]                          | 2.190 matrículas |
| Matrículas no ensino médio [2023]                                | 582 matrículas   |
| Docentes no ensino fundamental [2023]                            | 143 docentes     |
| Docentes no ensino médio [2023]                                  | 35 docentes      |
| Número de estabelecimentos de ensino fundamental [2023]          | 29 escolas       |
| Número de estabelecimentos de ensino médio [2023]                | 3 escolas        |

Fonte: IBGE

## Economia
Em 2021, o Produto Interno Bruto (PIB) per capita de São João do Carú foi de R$ 7.803,06, valor que colocava o município na 160 posição entre os 217 do estado do Maranhão.
| PIB per capita [2021]                                    | 7.803,06 R$ |
| Índice de Desenvolvimento Humano Municipal (IDHM) [2010] | 0,509       |

Fonte: IBGE
| Salário médio mensal dos trabalhadores formais [2022]                                             | 2,5 salários mínimos |
| Pessoal ocupado [2022]                                                                            | 656 pessoas          |
| População ocupada [2022]                                                                          | 5,35 %               |
| Percentual da população com rendimento nominal mensal per capita de até 1/2 salário mínimo [2010] | 53,7 %               |

Fonte: IBGE